# 永井尚敏
永井 尚敏（ながい なおとし、1871年10月15日（明治4年9月2日）- 1940年（昭和15年）7月24日）は、明治から大正期の政治家、華族。貴族院子爵議員。幼名・敬吉。

## 経歴
旧美濃加納藩主・永井尚服の長男として生まれる。父の死去に伴い、1885年（明治18年）8月24日に子爵を襲爵。1892年（明治25年）学習院法律専修科を卒業した。
1897年（明治30年）7月10日、貴族院子爵議員に選出され、研究会に所属して活動し、1925年（大正14年）7月9日まで4期在任した。

## 栄典
- 1908年（明治41年）12月26日 - 正四位[8]

## 親族
- 妻：録子（ろくこ、渡辺潔綱六女）[1]
- 長男：尚忠（子爵）[1]